# ۱۲۱۸ (قمری)
۱۲۱۸ (قمری)، هزار و دویست و هجدهمین سال در گاهشماری هجری قمری است. اول محرم این سال برابر با بیست و سوم آوریل سال ۱۸۰۳ میلادی است.